# 塞夫蒂根
塞夫蒂根（德語：Seftigen）是瑞士伯恩州的一个市镇。该市镇总面积为7.5平方千米，截至2018年12月31日总人口为2,143人。